# Bjäresjö
Bjäresjö is een plaats in de gemeente Ystad in het Zweedse landschap Skåne en de provincie Skåne län. De plaats heeft 86 inwoners (2005) en een oppervlakte van 12 hectare.